# 厄格諾特彌斯
厄格諾特彌斯（前四世紀人物），關於他的生平不詳。
根據古羅馬傳記家普魯塔克記載，厄格諾特彌斯是安提帕特毒死亞歷山大大帝一案的來源，這一事是厄格諾特彌斯從安提柯一世那便聽來的。根據厄格諾特彌斯的說法，安提帕特在亞里斯多德慫恿下而密謀殺了亞歷山大，毒藥還是亞里斯多德去買的。學者Graham Phillips認為，亞歷山大的母親奧林匹亞絲聽信這一毒殺案的說辭，而相信自己兒子是被毒殺的。

## 來源
- Plutarch, Life of Alexander, verse 81
- Phillips, Graham. . Virgin Books. 2004. ISBN 1-85227-134-5.